# Юлленхаммар, Шарлотта
Эва Шарлотта Юлленхаммар (швед. Eva Charlotte Gyllenhammar; род. 16 декабря 1963) — современная шведская художница, скульптор.

## Творчество

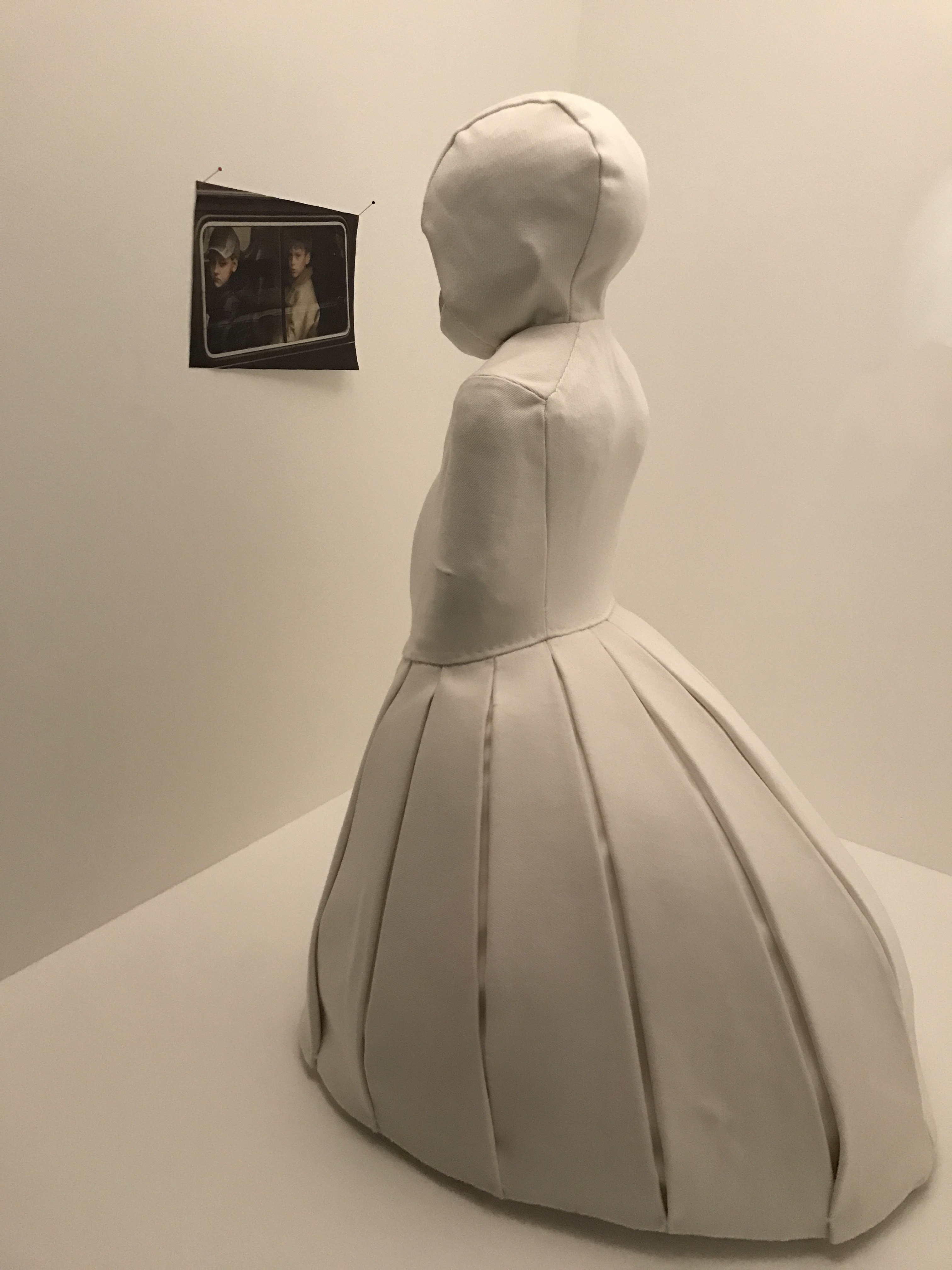
Работа Шарлотты Юлленхаммар «Спектр»

Шарлотта училась в Королевском Колледже Искусств в Лондоне. Начинала как живописец, но затем обратилась к скульптуре, художественной инсталляции, видео и фотографии. Первую широкую известность получила в 1993 году, когда подвесила перевернутый 120-летний дуб над Дроттнинггатан, главной улицей Стокгольма. Эта её работа под названием «Умру для тебя», стала первым шагом в развитии художественного изображения и использовании окружающей действительности в художественных целях. В своих работах художница обращается к таким проблемам, как идентичность, границы между частным и публичным, лишение свободы и терроризм. Ее стиль характеризуется как формалистская чувствительность и отклонение от перспективы.
Одна из знаменитых работ Шарлотты представляет собой цикл фотоинсталляций под названием Hang, работы из этого цикла были представлены на Парижской выставке художественной фотографии в 2006 году. В этом цикле были представлены фотографии висящих вниз головой под потолком женщин в пышных юбках.
В 2002 году на выставке в Wanås Юлленхаммар представила свою работу Vertigo — полномасштабную перевернутую копию своей мастерской. С тех пор Шарлотта стала одной из самых известных шведских художниц. Ее работы выставлялись на самых престижных художественных выставках как в Швеции, так и за ее пределами.
Кроме того, Юлленхаммар известна серией общественно значимых работ, например, мемориалом Раулю Валленбергу в Гётеборге и инсталляцией под названием Wait, the smallest of us is dead. Ее работы находятся в нескольких значительных музейных коллекциях разных стран.
Её работы представлены в коллекциях Музея современного искусства, Национального музея женского искусства и музея Киасма.